# Prima battaglia del Corno di Cavento
La prima battaglia del Corno di Cavento fu uno scontro avvenuto nella regione montuosa dell'Adamello il 15 giugno 1917 e vide affrontarsi gli alpini del Regio Esercito Italiano e i Kaiserjäger dell'Imperial Regio Esercito austriaco. 

## Antefatto
La situazione del fronte dell'Adamello precedente alla conquista italiana del Corno di Cavento risulta essere molto complessa poiché il 12 aprile 1916 il Regio Esercito diede il via ad un grandissimo attacco che puntava alla conquista della linea delle Lobbie-Cresta Croce-Dosson di Genova-Monte Fumo. L'azione, organizzata e gestita dal Colonnello Carlo Giordana, nonostante alcune iniziali difficoltà riuscì ad ottenere i risultati sperati grazie anche al primo vero utilizzo di alcune truppe speciali, ovvero i cosiddetti Alpini Skiatori, truppe addestrate a combattere mediante l'utilizzo di sci. Dopo queste prime conquiste si decise di proseguire l'avanzata studiando un nuovo attacco che avrebbe dovuto portare alla conquista delle linee Passo di Cavento-Menecigolo e Passo Maroccaro-Passo di Cercen per poi arrivare ad impadronirsi del Mandrone e dei Monticelli.
Questo secondo scontro ebbe inizio nella notte tra il 18 e il 19 aprile 1916 e, a differenza del primo, si ebbero molte difficoltà a conquistare gli obbiettivi prefissati. Infatti, nonostante le veloci conquiste del Passo di Cavento e del Crozzon di Fargorida, gli attaccanti si arenarono completamente nel cercare di conquistare il Passo di Fargorida e il Passo Topette. Dopo l'iniziale ritirata il Colonnello Giordana ordinò per il giorno seguente un altro attacco che avrebbe dovuto far cadere la linea di questi due passi, il quale però si rivelò a sua volta essere infruttuoso e sanguinoso. Venne a crearsi una situazione di stallo che fu interrotta solo il 10 maggio con la conquista del Passo del Diavolo, effettuata dal Tenente Arturo Galletti. Questa inaspettata conquista fece ritirare le truppe austriache, permettendo così di raggiungere tutti gli obbiettivi prefissati riuscendo a dilagare nella Val di Genova.
Quello che risulta lampante è la mancata conquista italiana del Corno di Cavento. Come mai non venne conquistato nonostante la presa del Passo omonimo? Sono molte le versioni e tutte in contrasto tra di loro: c'è chi sostiene che la conquista fu impedita dal comando, o chi sostiene che il Capitano Nino Calvi arrivò in vetta e poi fu obbligato a scendere. Il generale Cavaciocchi sostenne infatti che era parte dei piani la presa del Corno di Cavento, ed era da eseguire non appena il passo fosse stato conquistato. La mancata conquista deriva dalla stanchezza della truppa, che non sarebbe stata in grado di sostenere un'ulteriore scalata di oltre due ore e per questo l'ascesa venne rimandata al giorno dopo, dando così il tempo alle truppe austroungariche di poter giungere indisturbate alla vetta. Un'ulteriore testimonianza fornita dal Capitano Aldo Varenna evidenzia appunto come, oltre alla stanchezza fisica, non si disponeva del numero di uomini necessari per conquistare e dare una prima struttura difensiva al Corno di Cavento. Solo gli eventi successivi dimostreranno l'importanza di questa mancata conquista.

### La conquista austriaca
Dopo la perdita del Passo di Cavento gli austriaci non persero tempo e decisero di occupare il Corno di Cavento. La loro speranza era quella che le truppe italiane non si fossero già avviate verso la cima e, una volta giunti lì, trovare già un piccolo presidio italiano. Di conseguenza, la sera del 29 aprile 1916 il Tenente Feichtner e il suo reparto della 2ª compagnia del 170º Battaglione Landsturm vennero incaricati di avviarsi verso il Corno. La marcia partì da Vigo Rendena (627 m), per giungere poi al Rifugio Carè Alto (2450 m), proseguendo senza sosta fino ai Pozzoni (2915 m), dove vennero lasciati gli uomini più esausti a rinforzare il già esistente presidio. I soli 25 uomini rimasti dopo aver attraversato la Vedretta di Lares giunsero finalmente sulla vetta, alle due di notte del 30 aprile, a 3406 metri di altitudine. Vengono coperti 2779 metri di dislivello con una marcia ininterrotta di 30 ore, marcia effettuata completamente affardellati e con tutto il materiale necessario per creare un primo vero presidio, inclusa una mitragliatrice da 40 kg. Fortunatamente per loro non trovarono nessuno a presidiare la vetta e perciò non persero tempo e iniziarono ad improntare i primi e rudimentali sistemi di difesa. Vennero infatti create due piccole caverne a 200 m a sud del Corno, potendosi così riparare, piazzandoci davanti l'unica loro mitragliatrice, puntandola in direzione Passo di Cavento, luogo da poco conquistato dalle truppe italiane. Per cercare di dare ulteriore forza alla zona appena conquistata, il 2 maggio arrivò da Trento il Capitano Theodor Bernatz con il suo 59° Rainer di Salisburgo.

## Le postazioni di difesa austriache

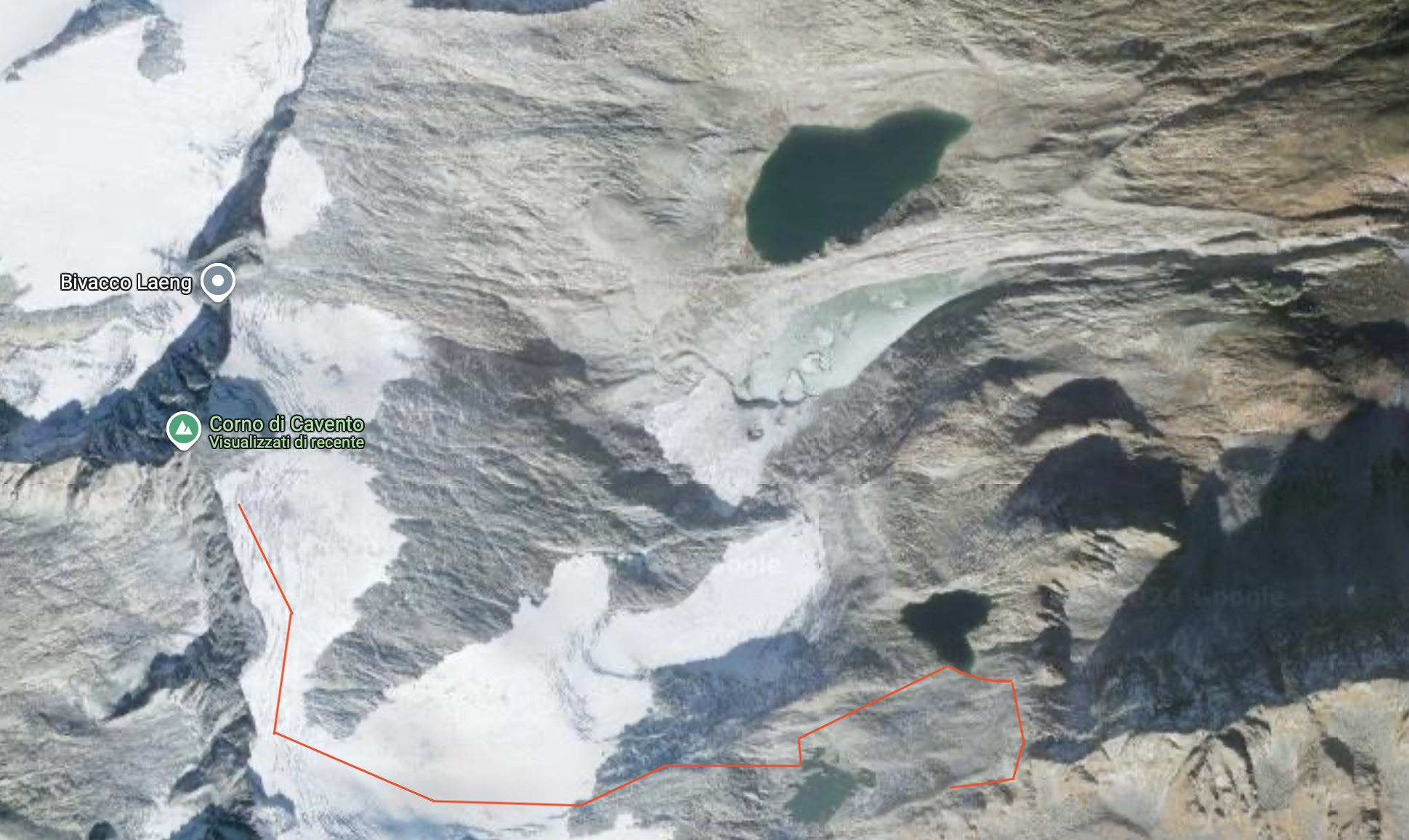
Linea difensiva che dal Corno di Cavento arriva fino ai Pozzoni

Dopo essere giunti sulla cima del Corno di Cavento le truppe austriache si resero subito conto delle innumerevoli difficoltà che tale conquista comportava, ci si trovava infatti a 3406 metri d'altitudine e le condizioni di vita erano proibitive: dal diario del Tenente Felix Hecht Von Eleda, colui che comanderà il presidio militare dal 7 febbraio 1917, emerge come i turni di sentinella non potessero durare più 30 minuti in quanto la temperatura, sfiorando i -20°, con picchi anche a -30°, rendeva praticamente impossibile la permanenza a tali condizioni climatiche per più di quel tempo. Viste le condizioni impossibili, gli uomini del Capitano Theodor Bernatz ricevettero il cambio dal 161° Landstrum, a sua volta comandato dal Capitano Felix Fahrner. La situazione difensiva austriaca al suo arrivo era la seguente: alcune piccole caverne di ghiaccio con solo delle coperte. Nel tardo pomeriggio dell'11 maggio le truppe italiane conquistarono la linea di cresta di cui facevano parte il Crozzon di Lares, le Topette, il Passo Fargorida e il Passo del Diavolo. Alle richieste di rinforzi del Capitano Fahrner il comando austriaco rispose ordinandogli di abbandonare il Corno di Cavento per attestarsi sulla linea Carè Alto-Pozzoni. Di sua spontanea iniziativa, però, il capitano decise di non ritirarsi, decidendo così un piano di lavoro che avrebbe dovuto rendere difendibile l'intera nuova linea: sulla cima del Cavento vennero lasciati a presidiare 20 soldati, alle dipendenze dell'Alfiere Mittersackschmöller, con una mitragliatrice e due cannoncini da fanteria mentre il giorno seguente, ovvero il 12, venne tracciata una nuova linea di trinceramenti che dai Pozzoni arrivava fino al Folletto. I lavori vennero realizzati nella notte tra il 12 e il 13 maggio scavando la trincea a mani nude visto la completa mancanza di pale e picconi, persi durante la marcia d'avvicinamento alla prima linea. Alle ore 3 del mattino vennero terminati i lavori e all'interno di questa nuova trincea di neve vennero subito posizionati 60 uomini con due mitragliatrici, così come vennero installati anche due piccoli capisaldi: uno su una roccia rivolto verso il Crozzon di Lares e l'altro, sempre su una roccia, ma con fronte sulla Ragada. Sorse però un problema: la neve continua rese praticamente inservibile per giorni questi primi trinceramenti poiché pieni di neve, di conseguenza venne apportato un primo grande lavoro che permise di tramutare questo grande trinceramento in una lunghissima galleria. Il Comando austriaco rendendosi conto dell'importanza che avrebbero potuto avere tali opere, e disponendo a sua volta di ottimi ingegneri, servendosi della traccia realizzata dal Capitano Fahrner, decise di improntare un piano che in sole sette settimane portò alla realizzazione di ben 6780 metri di gallerie invisibili al Regio Esercito. Il lavoro venne realizzato completamente a mano da un gruppo di genieri, tre gruppi di zappatori e 40 uomini del reparto lavori. 

### I capisaldi difensivi
I due capisaldi precedentemente realizzati dal Capitano Fahrner, utili per una iniziale prima difesa, vennero aumentati arrivando ad essere un totale di 8, disposti ad una distanza compresa tra i 200 e i 350 metri, mettendo così a disposizione per la difesa all'incirca 140 uomini. 

#### Settore Pozzoni

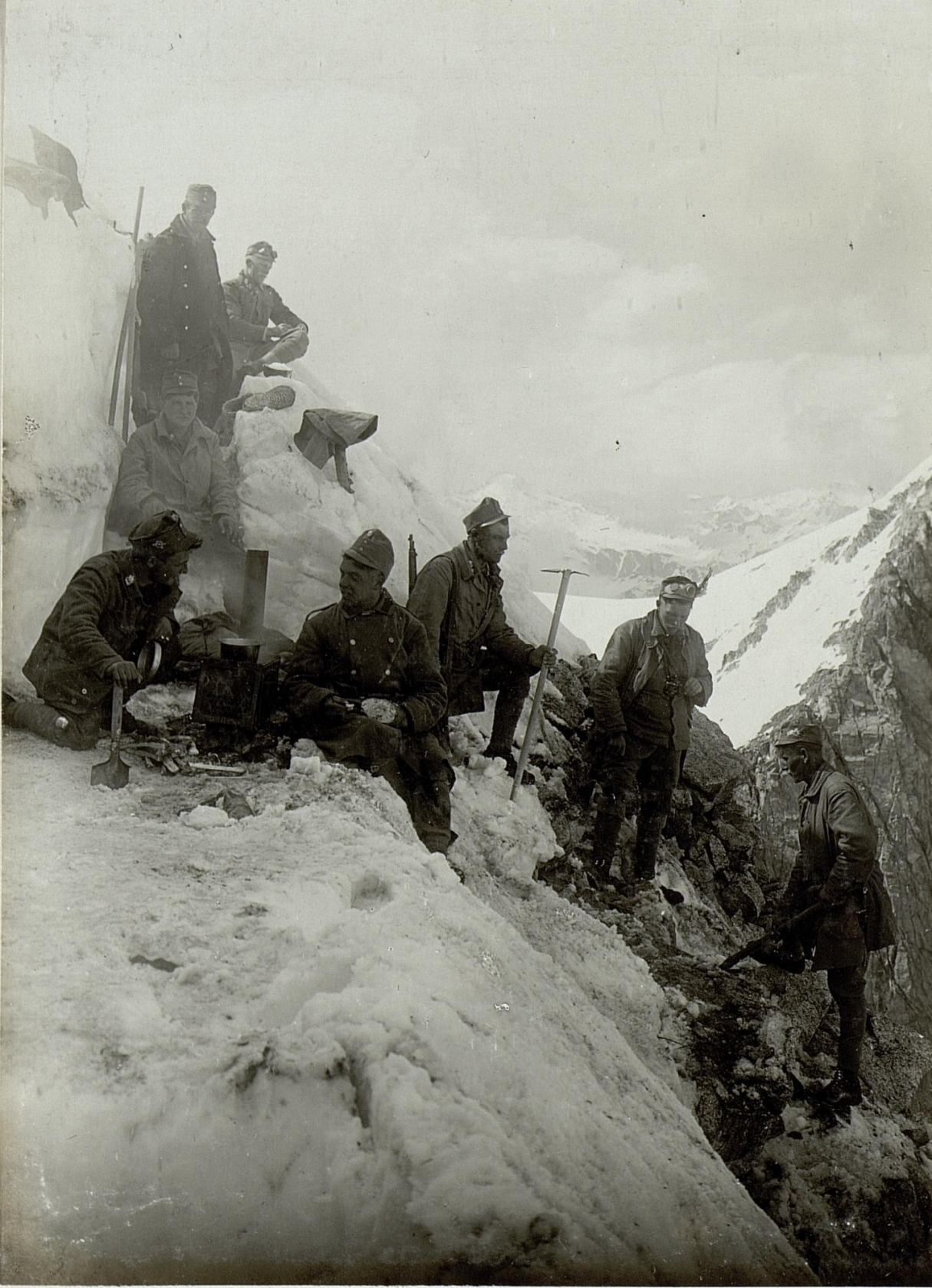
Postazione austriaca sul Corno di Cavento

Nel settore dei Pozzoni erano stati predisposti 4 capisaldi: il primo formato da 1 postazione, un riflettore e un ricovero predisposto ad ospitare 7 uomini; il secondo con una postazione più grande e una baracca da 5 uomini; il terzo con 3 postazioni e una baracca da 20 uomini; il quarto, posto al centro del ghiacciaio, formato da 2 postazioni, un riflettore, un piccolo ricovero per quattro uomini, una baracca adibita a dormitorio per 40 uomini, 5 magazzini e una cucina per gli ufficiali.

#### Settore Folletto - Cavento
Anche in questo settore erano stati predisposti 4 capisaldi: il primo e il secondo erano stati predisposti in maniera uguale con 1 postazione, 1 riflettore, una baracca da 12 uomini; il terzo con 2 postazioni, 2 riflettori, una baracca predisposta per 12 uomini ed una più piccolina per 2; il quarto, molto più grande e vicino al Folletto, composto 3 riflettori (due verso il Caré Alto e uno vicino al Cavento), una baracca per 35 uomini, due baracche da 12 uomini ciascuna, una grande baracca per gli ufficiali, il magazzino, la cucina e il telefono.

## Il piano d'attacco

### Il piano di battaglia
L'obbiettivo della conquista era quello di sfondare le difese nemiche sulla Vedretta di Lares, per poi aggirarla e distruggere le difese austriache e attaccare frontalmente e ai fianchi il Corno di Cavento cercando di mantenerne il possesso una volta conquistato.
Per cercare di raggiungere tutti gli obbiettivi prefissati e facilitare l'assalto si diede disposizione all'artiglieria di compiere, in due fasi prestabilite, il supporto alle truppe attaccanti: la prima fase il tiro delle artiglierie avrebbe dovuto cominciare alle 4.30 del mattino, rinunciando al tiro di controbatteria, per focalizzarsi principalmente sul Corno di Cavento utilizzando il maggior numero possibile dei mortai da 149A, dei due 70 M posti al Crozzon di Lares, i due 75/906 a Cresta Croce e dei cannoni da 75/906 a Passo della Porta. Le restanti bocche da fuoco disponibile avrebbero dovuto colpire la zona tra Vedretta di Lares - Monte Covel e la zona sul del Corno di Cavento, concentrandosi maggiormente sulle ridottine 3, 4, 5, 6, occupandosi anche del fuoco di interdizione alle spalle dello stesso Cavento. Venne stabilito che, al fine di trarre in inganno il nemico, di intervallare in questa prima fase le pause di tiro, riprendendole in maniera molto violenta dopo pochi minuti. La seconda fase invece prevedeva, scattato ufficialmente l'attacco, di aumentare il tiro di interdizione nella zona delle Vedretta di Niscli, sulla cresta Carè alto - Folletto, al fine di prevenire l'avvicinamento, dalle retrovie, di ulteriori plotoni nemici. in questo caso il fuoco di controbatteria si disponeva solo ed esclusivamente a conquista avvenuta e solo se le truppe si fossero trovati in una situazione di reale pericolo.
Le truppe a disposizione per l'attacco dovevano svolgere tutte un ruolo specifico:
- il Battaglione "Monte Mandrone" avrebbe dovuto mantenere le posizioni mandando dei drappelli comandati da Ufficiali esperti, con l'obbiettivo di rifornire le varie truppe. Ottenne inoltre l'ulteriore compito di mantenere contatto con le truppe Skiatori attaccanti inviando poi due drappelli, composti da 30 uomini ciascuno, che uniti al Battaglione "Val Baltea" avrebbero scalato il Corno di Cavento.

- la 1^, la 9ª e la 10ª compagnia Skiatori, comandata dal Maggiore Locci, avrebbero dovuto marciare nella notte per raggiungere le postazioni italiane del Crozzon del Diavolo, a quota 3015 e 2973, con orario di arrivo alle ore 3 e da lì cominciare l'attacco verso la Vedretta di Lares, puntando verso il centro. Punto focale del loro attacco erano le ridottine 3, 4, 5, 6 le quali andavano aggirate e distrutte.

- la 2^ compagnia Skiatori alle dipendenze del Capitano Zamboni, partendo dal Venerocolo, avrebbe dovuto raggiungere, alle 3.30 del mattino, le postazioni italiane ad ovest del Passo del Diavolo. All'avvio dell'attacco il suo compito era quello di seguire le altre truppe skiatori verso la Vedretta di Lares, fornendogli una iniziale protezione, per poi dirigersi verso il versante est del Corno di Cavento. Parte degli uomini avrebbe però dovuto staccarsi e giungere al Monte Folletto per fare in modo di tagliare una possibile ritirata e l'arrivo di ulteriori truppe austriache dal Carè Alto.

- il Battaglione "Val Baltea" dopo aver marciato e raggiunto le postazioni tra il Crozzon di Lares e il Passo di Cavento alle ore 3.20 del mattino, al segnale d'attacco, avrebbe dovuto iniziare l'attacco da nord a sud e, una volta raggiunta e conquistata la cima, farla presidiare da una sezione mitragliatrice favorendo così l'arrivo di tutti i materiali utili a preparare la difesa del Cavento.

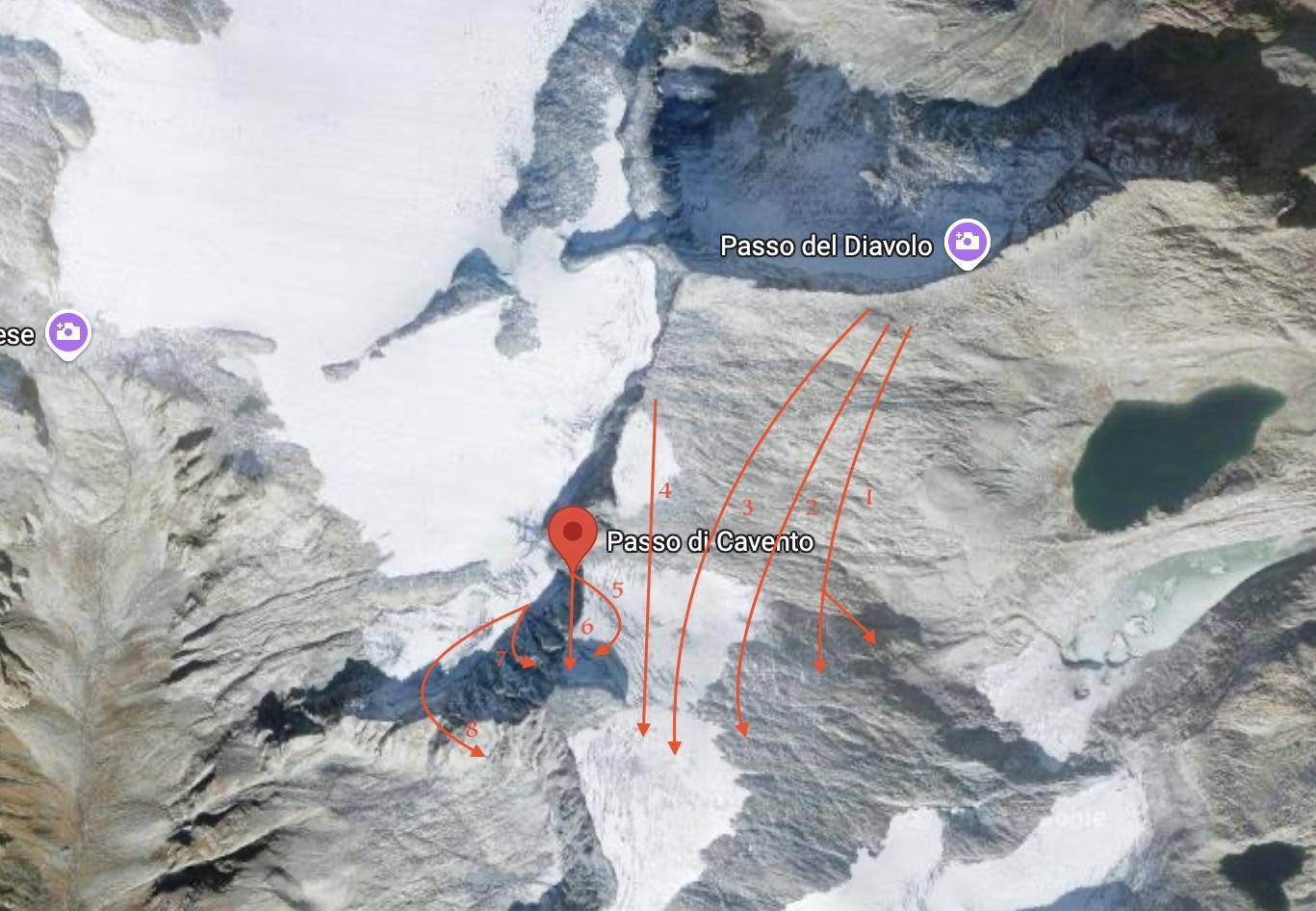
Le rispettive linee d'attacco italiane per l'attacco al Corno di Cavento: 1,2,3,4 linee delle compagnie skiatori; 5 aggiramento della Bottiglia; 6 line d'attacco di Degli Albizzi e Battanta; 7 linea allievi ufficiali di Patroni; 8 linea guide e portatori di Fioretta

- la compagnia del 3^ Volontari Alpini, distaccatasi dal Battaglione "Val Baltea" e raggiunto il Passo della Lobbia, unita a quattro compagnie di marcia dispiegate al Passo Garibaldi, avrebbe formato la riserva e alle dipendenze del Capitano Bresciani avrebbe dovuto vigilare il fronte nord tramite l'utilizzo di alcune pattuglie.

- il comandante del sottozona Lagoscuro - Mandrone avrebbe dovuto controllare e vigilare la zona della Val di Genova, dislocando metà compagnia del Battaglione "Edolo" al Passo di Lagoscuro, e metà a Prà dell'Orto come riserva per la sottozona.

- il comandante della sottozona Val di Fumo avrebbe dovuto mantenere attiva vigilanza sul fondo della Val di Chiese.

Oltre a tutte queste precise disposizioni si decise di aumentare le difese e l'occupazione del Passo della Porta, di Forcel Rosso ed Ignaga.
Per quanto riguarda i collegamenti telefonici, importanti per mantenere la comunicazione attiva durante tutta la battaglia, la 4ª Compagnia Telegrafisti, un giorno prima della battaglia, avrebbe dovuto ispezionare tutta la linea, riformato il personale e distribuito tutto il materiale necessario per intervenire e riparare il più velocemente possibile le linee rotte, così come, a conquista avvenuta, devono adoperarsi per allacciare la comunicazione in cima al Corno di Cavento. La Sezione telefonica Divisionale durante l'attacco provvederà a collegare le Compagnia Skiatori 1^, 9^ e 10^ col Passo del Diavolo e la 2^ con il Passo di Lares. Si dispone ulteriormente che ai posti telefonici dei rispettivi due passi vengano posti due ufficiali subalterni dei Battaglioni "Mandrone" e "Val Baltea" per mantenere il contatto costante con il Colonnello Quintino Ronchi. Per l'azione fu necessario installare delle stazioni eliografiche in punti strategici: a Punta dell'Orco a disposizione del Battaglione "Mandrone", a, Passo del Diavolo a disposizione dell'artiglieria, al Crozzon di Lares con il Battaglione "Val Baltea" e l'artiglieria e a Punta Lobbia Alta con il comando del 4º Alpini. 
Si dispose inoltre che al Passo della Lobbia Alta venissero fatti partire i vari razzi di segnalazione per scandire il procedere della battaglia: un razzo a fumata per la sospensione del fuoco di artiglieria, due razzi a fumata contemporanei per la ripresa del fuoco di artiglieria, tre razzi a fumata contemporanei per l'allungamento del tiro, due razzi sibilanti contemporanei per l'inizio dell'attacco di fanteria.
Vennero disposte poi alcune prescrizioni: la marcia di avvicinamento avrebbe dovuto procedere in maniera lenta, ordinata e silenziosa cercando, una volta raggiunte le postazioni di partenza, di mantenersi il più nascosti possibile; eliminare il materiale superfluo per alleggerire il più possibile la manovra disponendo però in maniera obbligatoria di bombe a mano, pinze tagliafili, racchette, occhiali, passamontagna e unguento; spingere l'azione a fondo e con il massimo vigore raggiungendo gli obbiettivi a qualunque costo; portare senza esitazioni in prima linea le mitragliatrici; l'azione delle compagnie Skiatori avrebbe dovuto procedere per nuclei intervallati ma comunque doveva essere rapida e violenta, portando il più velocemente possibile sui fianchi le mitragliatrici e le pistole mitragliatrici; si vietò l'utilizzo delle parole difficile e impossibile all'interno delle comunicazioni di servizio; tutte le truppe attaccanti ebbero a disposizione le uniformi bianche; è obbligatorio l'utilizzo della maschera antigas; le notizie urgenti dovranno essere trasmesse subito, le restanti, anche se negative, ogni mezz'ora; ai comandanti delle sottozone venne comunicato il giorno dell'operazione tramite un fonogramma cifrato con la seguente frase: "domani inaugurazione del nuovo rifugio".

## La battaglia
Alle 4.30 del mattino iniziò un bombardamento che vide scaricare sulle linee austriache più di 5600 granate di artiglieria, sparando a momenti alternati per trarre in inganno il nemico, come previsto dal piano d'attacco. Alle ore 9.30 del mattino vengono lanciati i due razzi sibilanti che sancirono l'inizio dell'attacco delle fanterie.

### Le Compagnie Skiatori
Le Compagnie Skiatori furono le prime ad uscire: dal Passo del Diavolo uscì per prima la 1ª Compagnia Skiatori (comandata dal Capitano Guido Bertarelli), la 9ª Compagnia (comandata dal Capitano Natale "Nino" Calvi) che puntò in direzione Monte Coel, la 10ª Compagnia (comandata dal Capitano Marco Elter e dal Tenente Mangili). In seguito, sempre alla stessa ora, dal Passo Lares uscì la 2ª Compagnia (comandata dal Capitano Zamboni) in direzione delle ridottine 2 e 3.  L'avvicinamento agli obbiettivi prefissati procedette in maniera molto rapida, con gli sci in discesa si procedette molto più velocemente e il rischio di essere colpiti fu molto più limitato. Nonostante questo le truppe vennero avvistate in maniera molto celere e su di loro iniziarono a concentrarsi le mitragliatrici poste sulle ridottine e le artiglierie. Le prime vere difficoltà iniziarono quando, finita la discesa, si dovette iniziare la parte in salita, con sempre gli sci attaccati ai piedi. Visto le non poche difficoltà le Compagnie Skiatori furono costrette ad avanzare in posizione eretta, diventando molto presto un facile bersaglio e questo, unito alla mancanza di ripari sulla Vedretta di Lares, il continuo fuoco avversario vide, dopo solo mezz'ora dall'inizio dell'attacco, l'inevitabile rallentare dell'avanzata. Con l'arrivo delle mitragliatrici poste sulle slitte si poté finalmente rispondere al fuoco, iniziando un lento ma costante avvicinamento che li porta a meno di 500 metri dalle linee nemiche.

### Battaglione "Val Baltea" e Battaglione "Mandrone"
Dal passo di Cavento il plotone Arditi del Battaglione Monte "Mandrone" (comandato dal Tenente Degli Albizzi), seguito da tre plotoni della 249ª compagnia del Battaglione "Val Baltea" (comandato dal Tenente Battanta), si diresse in direzione della parete nord del Corno di Cavento. Il S.Tenente Talese con un altro plotone, partendo sempre dal passo di Cavento, aggirò la posizione cosiddetta della "Bottiglia". L'avanzata avvenne in maniera rapida, in poco tempo il Tenente Degli Albizzi, seguito dal Tenente Battanta riuscì a conquistare la posizione della "Bottiglia", ricongiungendosi con il S. Tenente Talese, il quale avanzò verso una ridottina sulla sinistra. Nonostante questa rapidità nell'avanzare, verso le ore 11 venne a crearsi una situazione di stallo dovuta al fatto che una mitragliatrice iniziò a puntare in maniera costante le posizioni del S. Tenete Talese e il Ten. Degli Albizzi, trovatosi di fronte ad un roccione dritto, nei pressi della vetta, fu costretto a fermarsi a causa del continuo lancio di bombe a mano austriache dall'alto. Per cercare di sbloccare la situazione gli alpini iniziarono a lanciare una serie di granate verso la postazione nemica la quale, unita alla mitragliatrice italiana posizionata sulla Punta Attilio Calvi, li costrinse alla fuga. Dopo più di un'ora, superate queste difficoltà grazie ai fucili, il Sergente Baldissarutti lanciò una corda e fece salire il resto dei soldati che ormai si erano mischiati tra loro. Degli Albizzi proseguì così verso la vetta, mentre Battanta con i suoi uomini si diresse verso la galleria del Cavento, nella quale si erano nascosti gli ultimi difensori.

### La scalata della parete ovest
Oltre a tutte queste azioni era prevista anche una scalata in cordata della parete ovest del Corno di Cavento. Alla scalata parteciparono due colonne ben distinte di soldati: quella di destra formata da una pattuglia di guide alle dipendenze del Sergente Ernesto Fioretta, quella di sinistra formata dalla Compagnia Allievi Ufficiali comandata dal Capitano Alfredo Patroni e il Tenente Auguadri. Anche in questo caso, dopo un inizio non difficoltoso dovuto dalla scarsa rapidità del pendio, le cose iniziarono a complicarsi quando dalla sommità iniziarono a piovere continuamente massi di granito e ghiaccio dovuti dai continui colpi d'artiglieria verso la vetta. Iniziarono così ad accumularsi i primi feriti, cosa che accrebbe la difficoltà della scalata. Il continuo aumento della ripidità rese sempre più difficoltosa la creazione dei vari scalini di ghiaccio e questo, unito all'incredibile peso portato sulle spalle (fucile, duecento cartucce, due bombe a mano, viveri per la giornata, e scatola in lamiera porta maschera antigas) bloccò momentaneamente la salita. Per poter procedere si decise di far avanzare i soldati più abili i quali, dopo il superamento di un particolare tratto, avrebbero calato una fune con la quale unire insieme tutti i fucili e portarsi così su, per poi far salire tutti i soldati. La scalata del Capitano Patroni, ormai prossimo alla cima, venne ostacolata da alcuni austriaci in cresta, e per evitare quello che sarebbe potuto essere un massacro il Tenente Auguadri decise in solitaria di aggirare questa piccola pattuglia permettendo così il raggiungimento definitivo della vetta per poter così presidiare la zona.

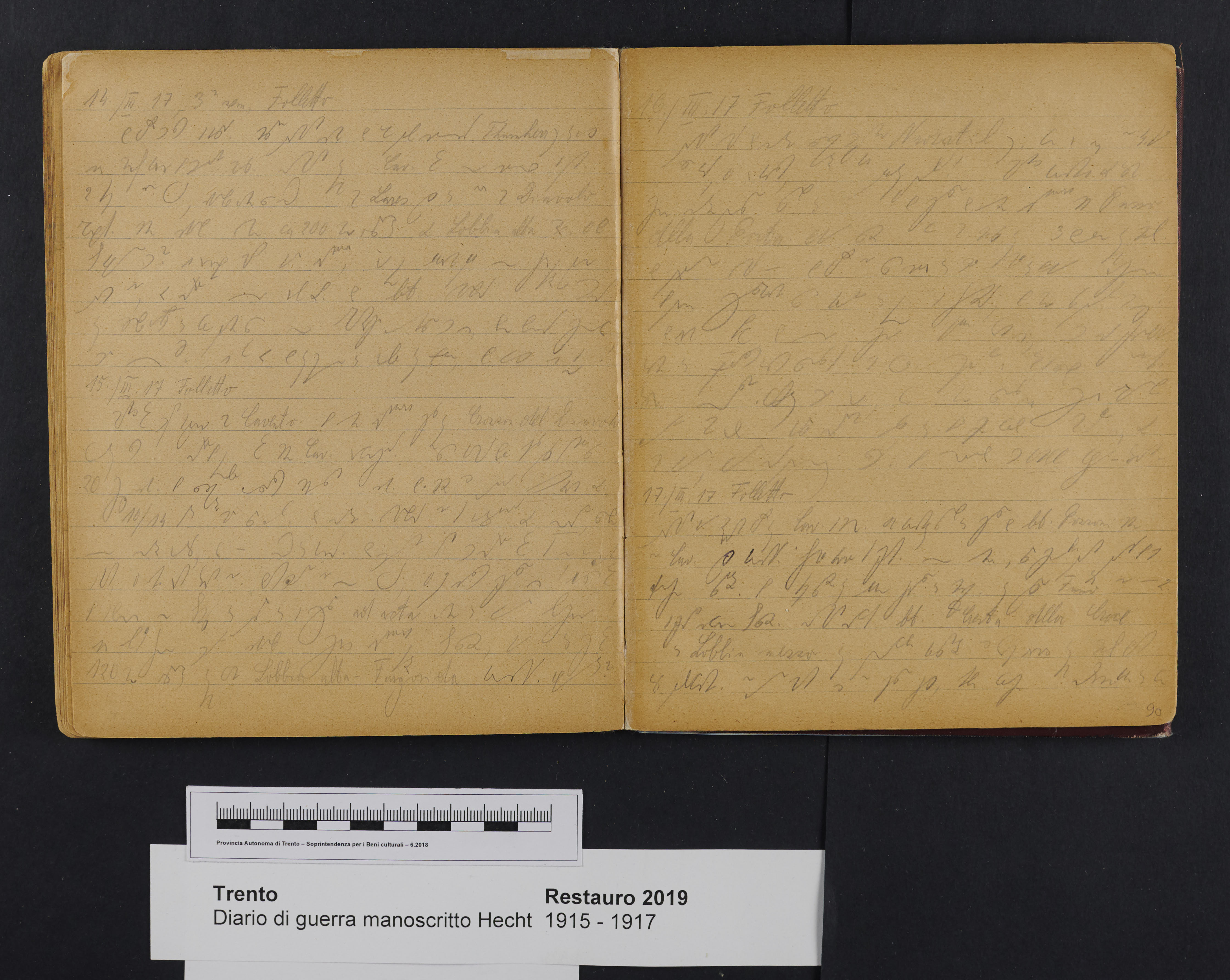
Diario stenografato scritto dal comandante del Corno di Cavento Felix Hecht Von Eleda

Alle ore 12.40 il Corno di Cavento venne ufficialmente conquistato dalle truppe del Regio Esercito, che iniziarono già nel pomeriggio a sistemare tutte le varie posizioni di difesa. Cruciale fu la morte del comandante del presidio austriaco, il Tenente Felix Hecht Von Eleda, che durante la battaglia perse la vita colpito da una scheggia che quasi lo decapitò. La morte dell'ufficiale fu il colpo definitivo per i soldati austriaci che decisero così di ritirarsi e abbandonare la vetta. Le vicende legate al corpo di Von Eleda sono molto discordanti, negli anni si sono succedute molte testimonianze che parlano di cosa successe in quei frangenti. Quello che è sicuro è che, visto il terreno roccioso e l'arrivo dell'estate che avrebbero reso precaria qualsiasi tipo di sepoltura sulla neve, si decise di far cadere all'interno del crepaccio terminale della parte ovest del Corno di Cavento tutti i caduti austroungarici, compreso il loro ufficiale. Le poche cose rimaste di lui furono il suo diario stenografato, che verrà poi tradotto e pubblicato da Dante Ongari e qualche piccolo oggetto personale come il suo anello, il suo cannocchiale e 2 macchine fotografiche. Le perdite del Regio Esercito furono esigue: dalla relazione finale del Colonnello Quintino Ronchi si evince come 8 furono le vittime totali, 103 feriti, 1 disperso (tra gli uominio di truppa) e 8 ufficiali feriti. Gli unici a subire perdite furono le Compagnie Skiatori durante il momento di stallo dovuto alla mancanza di ripari sulle Vedretta di Lares. Gli austriaci invece in questo attacco persero 9 uomini ed ebbero 26 feriti e 12 dispersi, la maggior parte di questi risulterà poi deceduta.